# Klimbuideldieren
Klimbuideldieren (Diprotodontia) zijn de grootste orde van de buideldieren, die 11 families met 159 soorten omvat. De orde omvat bekende buideldieren zoals kangoeroes, koala's en wombats.

## Verspreiding en leefgebied
De klimbuideldieren komen voornamelijk voor in Australië, maar komen ook voor op eilanden in Wallacea en rond Nieuw-Guinea; van Sulawesi in het noordwesten en Nieuw-Brittannië in het oosten. Bovendien is de witte koeskoes geïntroduceerd op de Salomonseilanden en op Timor, de voskoesoe op Nieuw-Zeeland en de Bennettwallaby in Engeland.

## Kenmerken
De orde bestaat voornamelijk uit herbivoren, ze nemen in Australië en Nieuw-Guinea ongeveer de positie in van de hoefdieren (kangoeroes), grote bodembewonende knaagdieren (kangoeroeratten), boombewonende knaagdieren en primaten (andere soorten). Een opvallend kenmerk van de klimbuideldieren is dat ze twee vergroeide tenen hebben, zodat er als het ware twee klauwen uit één teen steken (syndactylie). Dit kenmerk delen ze met de buideldassen, zodat er gesuggereerd is dat die hun nauwste verwanten zijn. Verder zijn ze de enige buideldieren met slechts twee voortanden (daar komt de naam ook vandaan: di is twee; proto is voor; odontia is tanden).

## Taxonomie
De klimbuideldieren splitsten zich vermoedelijk in het Laat-Paleoceen of Vroeg-Eoceen af van de andere Australische buideldieren. De gemeenschappelijke voorouder van de groep was vermoedelijk een koeskoesachtig boombewonend dier. 
De orde omvat de volgende 11 families met 159 soorten.
- Koala's (Phascolarctidae)
- Wombats (Vombatidae)
- Dwergbuidelmuizen (Burramyidae)
- Koeskoezen (Phalangeridae)
- Kleine koeskoezen (Pseudocheiridae)
- Vliegende buidelmuizen (Acrobatidae)
- Buideleekhoorns (Petauridae)
- Slurfbuidelmuizen (Tarsipedidae)
- Muskuskangoeroeratten (Hypsiprymnodontidae)
- Kangoeroeratten (Potoroidae)
- Kangoeroes (Macropodidae)

### Systematiek

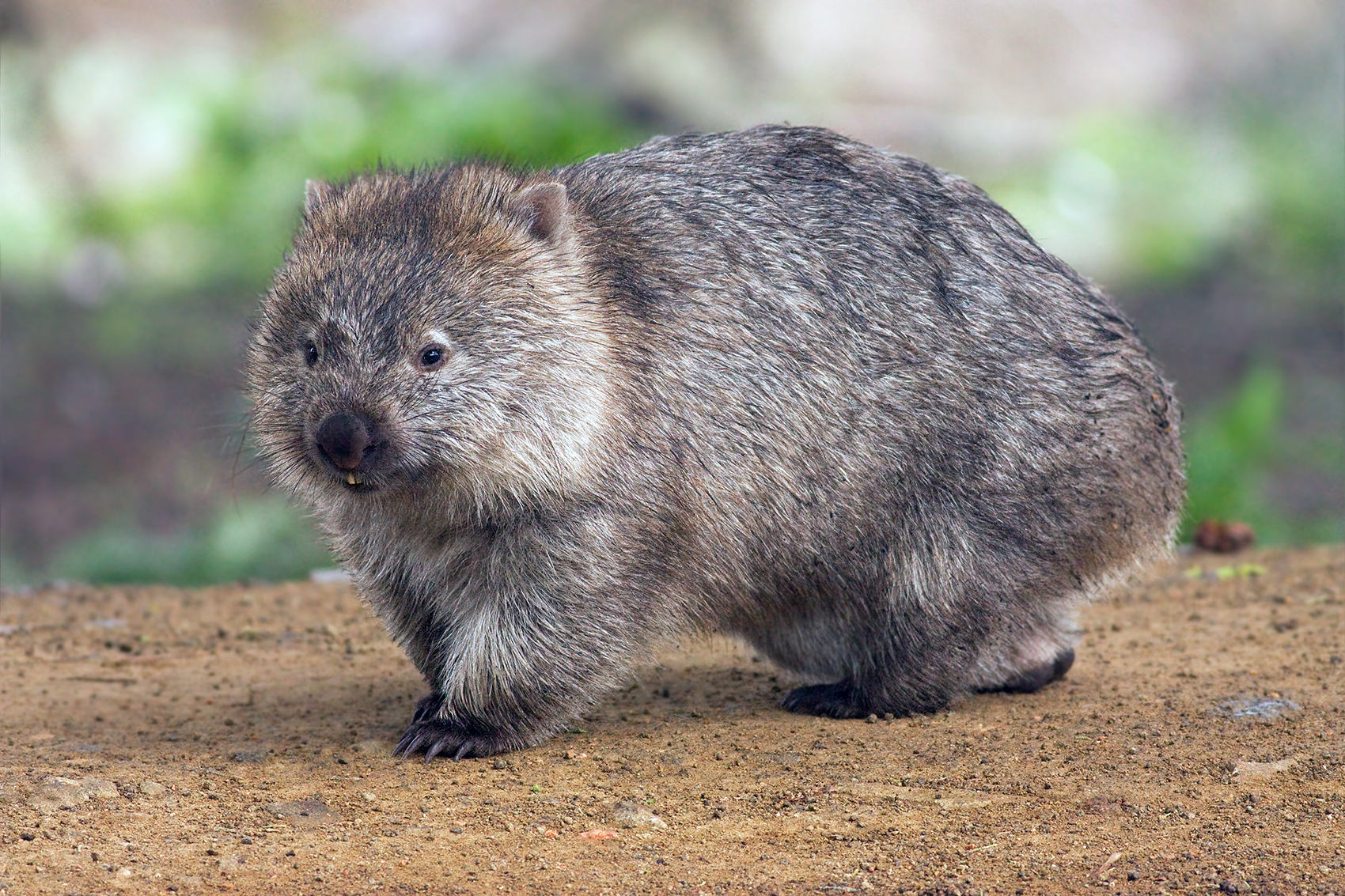
Gewone wombat (Vombatus ursinus)

### Systematiek[2]
|  | Koala's (Phascolarctidae) |
|  |                           |
|  | Wombats (Vombatidae)      |
|  |                           |

|  | Koeskoezen (Phalangeridae)      |
|  |                                 |
|  | Dwergbuidelmuizen (Burramyidae) |
|  |                                 |

|               | Kangoeroeratten (Potoroidae)                                                                              |
|               | |
| Macropodoidea | \| \| Kangoeroes (Macropodidae) \| \| \| \| \| \| Muskuskangoeroeratten (Hypsiprymnodontidae) \| \| \| \| |
|               | \| \| Kangoeroes (Macropodidae) \| \| \| \| \| \| Muskuskangoeroeratten (Hypsiprymnodontidae) \| \| \| \| |
|               | Kangoeroes (Macropodidae)                                                                                 |
|               | |
|               | Muskuskangoeroeratten (Hypsiprymnodontidae)                                                               |
|               | |

|  | Kangoeroes (Macropodidae)                   |
|  |                                             |
|  | Muskuskangoeroeratten (Hypsiprymnodontidae) |
|  |                                             |

|  | Slurfbuidelmuizen (Tarsipedidae)                                                                     |
|  | |
|  | \| \| Buideleekhoorns (Petauridae) \| \| \| \| \| \| Kleine koeskoezen (Pseudocheiridae) \| \| \| \| |
|  | |
|  | Buideleekhoorns (Petauridae)                                                                         |
|  | |
|  | Kleine koeskoezen (Pseudocheiridae)                                                                  |
|  | |

|  | Buideleekhoorns (Petauridae)        |
|  |                                     |
|  | Kleine koeskoezen (Pseudocheiridae) |
|  |                                     |

|  | Slurfbuidelmuizen (Tarsipedidae)                                                                     |
|  | |
|  | \| \| Buideleekhoorns (Petauridae) \| \| \| \| \| \| Kleine koeskoezen (Pseudocheiridae) \| \| \| \| |
|  | |
|  | Buideleekhoorns (Petauridae)                                                                         |
|  | |
|  | Kleine koeskoezen (Pseudocheiridae)                                                                  |
|  | |

|  | Buideleekhoorns (Petauridae)        |
|  |                                     |
|  | Kleine koeskoezen (Pseudocheiridae) |
|  |                                     |

|               | Kangoeroeratten (Potoroidae)                                                                              |
|               | |
| Macropodoidea | \| \| Kangoeroes (Macropodidae) \| \| \| \| \| \| Muskuskangoeroeratten (Hypsiprymnodontidae) \| \| \| \| |
|               | \| \| Kangoeroes (Macropodidae) \| \| \| \| \| \| Muskuskangoeroeratten (Hypsiprymnodontidae) \| \| \| \| |
|               | Kangoeroes (Macropodidae)                                                                                 |
|               | |
|               | Muskuskangoeroeratten (Hypsiprymnodontidae)                                                               |
|               | |

|  | Kangoeroes (Macropodidae)                   |
|  |                                             |
|  | Muskuskangoeroeratten (Hypsiprymnodontidae) |
|  |                                             |

|  | Slurfbuidelmuizen (Tarsipedidae)                                                                     |
|  | |
|  | \| \| Buideleekhoorns (Petauridae) \| \| \| \| \| \| Kleine koeskoezen (Pseudocheiridae) \| \| \| \| |
|  | |
|  | Buideleekhoorns (Petauridae)                                                                         |
|  | |
|  | Kleine koeskoezen (Pseudocheiridae)                                                                  |
|  | |

|  | Buideleekhoorns (Petauridae)        |
|  |                                     |
|  | Kleine koeskoezen (Pseudocheiridae) |
|  |                                     |

|  | Slurfbuidelmuizen (Tarsipedidae)                                                                     |
|  | |
|  | \| \| Buideleekhoorns (Petauridae) \| \| \| \| \| \| Kleine koeskoezen (Pseudocheiridae) \| \| \| \| |
|  | |
|  | Buideleekhoorns (Petauridae)                                                                         |
|  | |
|  | Kleine koeskoezen (Pseudocheiridae)                                                                  |
|  | |

|  | Buideleekhoorns (Petauridae)        |
|  |                                     |
|  | Kleine koeskoezen (Pseudocheiridae) |
|  |                                     |

|  | Koeskoezen (Phalangeridae)      |
|  |                                 |
|  | Dwergbuidelmuizen (Burramyidae) |
|  |                                 |

|               | Kangoeroeratten (Potoroidae)                                                                              |
|               | |
| Macropodoidea | \| \| Kangoeroes (Macropodidae) \| \| \| \| \| \| Muskuskangoeroeratten (Hypsiprymnodontidae) \| \| \| \| |
|               | \| \| Kangoeroes (Macropodidae) \| \| \| \| \| \| Muskuskangoeroeratten (Hypsiprymnodontidae) \| \| \| \| |
|               | Kangoeroes (Macropodidae)                                                                                 |
|               | |
|               | Muskuskangoeroeratten (Hypsiprymnodontidae)                                                               |
|               | |

|  | Kangoeroes (Macropodidae)                   |
|  |                                             |
|  | Muskuskangoeroeratten (Hypsiprymnodontidae) |
|  |                                             |

|  | Slurfbuidelmuizen (Tarsipedidae)                                                                     |
|  | |
|  | \| \| Buideleekhoorns (Petauridae) \| \| \| \| \| \| Kleine koeskoezen (Pseudocheiridae) \| \| \| \| |
|  | |
|  | Buideleekhoorns (Petauridae)                                                                         |
|  | |
|  | Kleine koeskoezen (Pseudocheiridae)                                                                  |
|  | |

|  | Buideleekhoorns (Petauridae)        |
|  |                                     |
|  | Kleine koeskoezen (Pseudocheiridae) |
|  |                                     |

|  | Slurfbuidelmuizen (Tarsipedidae)                                                                     |
|  | |
|  | \| \| Buideleekhoorns (Petauridae) \| \| \| \| \| \| Kleine koeskoezen (Pseudocheiridae) \| \| \| \| |
|  | |
|  | Buideleekhoorns (Petauridae)                                                                         |
|  | |
|  | Kleine koeskoezen (Pseudocheiridae)                                                                  |
|  | |

|  | Buideleekhoorns (Petauridae)        |
|  |                                     |
|  | Kleine koeskoezen (Pseudocheiridae) |
|  |                                     |

|               | Kangoeroeratten (Potoroidae)                                                                              |
|               | |
| Macropodoidea | \| \| Kangoeroes (Macropodidae) \| \| \| \| \| \| Muskuskangoeroeratten (Hypsiprymnodontidae) \| \| \| \| |
|               | \| \| Kangoeroes (Macropodidae) \| \| \| \| \| \| Muskuskangoeroeratten (Hypsiprymnodontidae) \| \| \| \| |
|               | Kangoeroes (Macropodidae)                                                                                 |
|               | |
|               | Muskuskangoeroeratten (Hypsiprymnodontidae)                                                               |
|               | |

|  | Kangoeroes (Macropodidae)                   |
|  |                                             |
|  | Muskuskangoeroeratten (Hypsiprymnodontidae) |
|  |                                             |

|  | Slurfbuidelmuizen (Tarsipedidae)                                                                     |
|  | |
|  | \| \| Buideleekhoorns (Petauridae) \| \| \| \| \| \| Kleine koeskoezen (Pseudocheiridae) \| \| \| \| |
|  | |
|  | Buideleekhoorns (Petauridae)                                                                         |
|  | |
|  | Kleine koeskoezen (Pseudocheiridae)                                                                  |
|  | |

|  | Buideleekhoorns (Petauridae)        |
|  |                                     |
|  | Kleine koeskoezen (Pseudocheiridae) |
|  |                                     |

|  | Slurfbuidelmuizen (Tarsipedidae)                                                                     |
|  | |
|  | \| \| Buideleekhoorns (Petauridae) \| \| \| \| \| \| Kleine koeskoezen (Pseudocheiridae) \| \| \| \| |
|  | |
|  | Buideleekhoorns (Petauridae)                                                                         |
|  | |
|  | Kleine koeskoezen (Pseudocheiridae)                                                                  |
|  | |

|  | Buideleekhoorns (Petauridae)        |
|  |                                     |
|  | Kleine koeskoezen (Pseudocheiridae) |
|  |                                     |

|  | Koala's (Phascolarctidae) |
|  |                           |
|  | Wombats (Vombatidae)      |
|  |                           |

|  | Koeskoezen (Phalangeridae)      |
|  |                                 |
|  | Dwergbuidelmuizen (Burramyidae) |
|  |                                 |

|               | Kangoeroeratten (Potoroidae)                                                                              |
|               | |
| Macropodoidea | \| \| Kangoeroes (Macropodidae) \| \| \| \| \| \| Muskuskangoeroeratten (Hypsiprymnodontidae) \| \| \| \| |
|               | \| \| Kangoeroes (Macropodidae) \| \| \| \| \| \| Muskuskangoeroeratten (Hypsiprymnodontidae) \| \| \| \| |
|               | Kangoeroes (Macropodidae)                                                                                 |
|               | |
|               | Muskuskangoeroeratten (Hypsiprymnodontidae)                                                               |
|               | |

|  | Kangoeroes (Macropodidae)                   |
|  |                                             |
|  | Muskuskangoeroeratten (Hypsiprymnodontidae) |
|  |                                             |

|  | Slurfbuidelmuizen (Tarsipedidae)                                                                     |
|  | |
|  | \| \| Buideleekhoorns (Petauridae) \| \| \| \| \| \| Kleine koeskoezen (Pseudocheiridae) \| \| \| \| |
|  | |
|  | Buideleekhoorns (Petauridae)                                                                         |
|  | |
|  | Kleine koeskoezen (Pseudocheiridae)                                                                  |
|  | |

|  | Buideleekhoorns (Petauridae)        |
|  |                                     |
|  | Kleine koeskoezen (Pseudocheiridae) |
|  |                                     |

|  | Slurfbuidelmuizen (Tarsipedidae)                                                                     |
|  | |
|  | \| \| Buideleekhoorns (Petauridae) \| \| \| \| \| \| Kleine koeskoezen (Pseudocheiridae) \| \| \| \| |
|  | |
|  | Buideleekhoorns (Petauridae)                                                                         |
|  | |
|  | Kleine koeskoezen (Pseudocheiridae)                                                                  |
|  | |

|  | Buideleekhoorns (Petauridae)        |
|  |                                     |
|  | Kleine koeskoezen (Pseudocheiridae) |
|  |                                     |

|               | Kangoeroeratten (Potoroidae)                                                                              |
|               | |
| Macropodoidea | \| \| Kangoeroes (Macropodidae) \| \| \| \| \| \| Muskuskangoeroeratten (Hypsiprymnodontidae) \| \| \| \| |
|               | \| \| Kangoeroes (Macropodidae) \| \| \| \| \| \| Muskuskangoeroeratten (Hypsiprymnodontidae) \| \| \| \| |
|               | Kangoeroes (Macropodidae)                                                                                 |
|               | |
|               | Muskuskangoeroeratten (Hypsiprymnodontidae)                                                               |
|               | |

|  | Kangoeroes (Macropodidae)                   |
|  |                                             |
|  | Muskuskangoeroeratten (Hypsiprymnodontidae) |
|  |                                             |

|  | Slurfbuidelmuizen (Tarsipedidae)                                                                     |
|  | |
|  | \| \| Buideleekhoorns (Petauridae) \| \| \| \| \| \| Kleine koeskoezen (Pseudocheiridae) \| \| \| \| |
|  | |
|  | Buideleekhoorns (Petauridae)                                                                         |
|  | |
|  | Kleine koeskoezen (Pseudocheiridae)                                                                  |
|  | |

|  | Buideleekhoorns (Petauridae)        |
|  |                                     |
|  | Kleine koeskoezen (Pseudocheiridae) |
|  |                                     |

|  | Slurfbuidelmuizen (Tarsipedidae)                                                                     |
|  | |
|  | \| \| Buideleekhoorns (Petauridae) \| \| \| \| \| \| Kleine koeskoezen (Pseudocheiridae) \| \| \| \| |
|  | |
|  | Buideleekhoorns (Petauridae)                                                                         |
|  | |
|  | Kleine koeskoezen (Pseudocheiridae)                                                                  |
|  | |

|  | Buideleekhoorns (Petauridae)        |
|  |                                     |
|  | Kleine koeskoezen (Pseudocheiridae) |
|  |                                     |

|  | Koeskoezen (Phalangeridae)      |
|  |                                 |
|  | Dwergbuidelmuizen (Burramyidae) |
|  |                                 |

|               | Kangoeroeratten (Potoroidae)                                                                              |
|               | |
| Macropodoidea | \| \| Kangoeroes (Macropodidae) \| \| \| \| \| \| Muskuskangoeroeratten (Hypsiprymnodontidae) \| \| \| \| |
|               | \| \| Kangoeroes (Macropodidae) \| \| \| \| \| \| Muskuskangoeroeratten (Hypsiprymnodontidae) \| \| \| \| |
|               | Kangoeroes (Macropodidae)                                                                                 |
|               | |
|               | Muskuskangoeroeratten (Hypsiprymnodontidae)                                                               |
|               | |

|  | Kangoeroes (Macropodidae)                   |
|  |                                             |
|  | Muskuskangoeroeratten (Hypsiprymnodontidae) |
|  |                                             |

|  | Slurfbuidelmuizen (Tarsipedidae)                                                                     |
|  | |
|  | \| \| Buideleekhoorns (Petauridae) \| \| \| \| \| \| Kleine koeskoezen (Pseudocheiridae) \| \| \| \| |
|  | |
|  | Buideleekhoorns (Petauridae)                                                                         |
|  | |
|  | Kleine koeskoezen (Pseudocheiridae)                                                                  |
|  | |

|  | Buideleekhoorns (Petauridae)        |
|  |                                     |
|  | Kleine koeskoezen (Pseudocheiridae) |
|  |                                     |

|  | Slurfbuidelmuizen (Tarsipedidae)                                                                     |
|  | |
|  | \| \| Buideleekhoorns (Petauridae) \| \| \| \| \| \| Kleine koeskoezen (Pseudocheiridae) \| \| \| \| |
|  | |
|  | Buideleekhoorns (Petauridae)                                                                         |
|  | |
|  | Kleine koeskoezen (Pseudocheiridae)                                                                  |
|  | |

|  | Buideleekhoorns (Petauridae)        |
|  |                                     |
|  | Kleine koeskoezen (Pseudocheiridae) |
|  |                                     |

|               | Kangoeroeratten (Potoroidae)                                                                              |
|               | |
| Macropodoidea | \| \| Kangoeroes (Macropodidae) \| \| \| \| \| \| Muskuskangoeroeratten (Hypsiprymnodontidae) \| \| \| \| |
|               | \| \| Kangoeroes (Macropodidae) \| \| \| \| \| \| Muskuskangoeroeratten (Hypsiprymnodontidae) \| \| \| \| |
|               | Kangoeroes (Macropodidae)                                                                                 |
|               | |
|               | Muskuskangoeroeratten (Hypsiprymnodontidae)                                                               |
|               | |

|  | Kangoeroes (Macropodidae)                   |
|  |                                             |
|  | Muskuskangoeroeratten (Hypsiprymnodontidae) |
|  |                                             |

|  | Slurfbuidelmuizen (Tarsipedidae)                                                                     |
|  | |
|  | \| \| Buideleekhoorns (Petauridae) \| \| \| \| \| \| Kleine koeskoezen (Pseudocheiridae) \| \| \| \| |
|  | |
|  | Buideleekhoorns (Petauridae)                                                                         |
|  | |
|  | Kleine koeskoezen (Pseudocheiridae)                                                                  |
|  | |

|  | Buideleekhoorns (Petauridae)        |
|  |                                     |
|  | Kleine koeskoezen (Pseudocheiridae) |
|  |                                     |

|  | Slurfbuidelmuizen (Tarsipedidae)                                                                     |
|  | |
|  | \| \| Buideleekhoorns (Petauridae) \| \| \| \| \| \| Kleine koeskoezen (Pseudocheiridae) \| \| \| \| |
|  | |
|  | Buideleekhoorns (Petauridae)                                                                         |
|  | |
|  | Kleine koeskoezen (Pseudocheiridae)                                                                  |
|  | |

|  | Buideleekhoorns (Petauridae)        |
|  |                                     |
|  | Kleine koeskoezen (Pseudocheiridae) |
|  |                                     |

Cloacadieren · Opossums · Paucituberculata · Microbiotheria · Roofbuideldieren · Buideldassen · Buidelmollen · Klimbuideldieren · Tenreks en goudmollen · Springspitsmuizen · Buistandigen · Klipdasachtigen · Slurfdieren · Zeekoeien · Luiaards en miereneters · Gordeldierachtigen · Insecteneters · Vleermuizen · Schubdierachtigen · Roofdieren · Onevenhoevigen · Evenhoevigen · Walvissen · Knaagdieren · Haasachtigen · Huidvliegers · Toepaja's · Primaten

Koala's · Wombats · Dwergbuidelmuizen · Koeskoezen · Slurfbuidelmuis · Kleine koeskoezen · Buideleekhoorns · Vliegende buidelmuizen · Muskuskangoeroeratten · Kangoeroeratten · Kangoeroes